# Montemayor
Montemayor er en by og kommune i det sydlige Spanien i provinsen Córdoba. Den har et indbyggertal på 3.885 (2024) indbyggere.